# GK Motus Salto
GK Motus Salto är en gymnastikklubb från Malmö. Klubben bildades 2001 som en sammanslagning av GK Motus och GK Salto. Verksamhet bedrivs i tolv olika hallar i Malmö.
Klubben har tagit flera titlar, bland annat fyra EM-silver i mixedklassen i truppgymnastik: 2000 (som GK Motus), 2002, 2004 och 2006. GK Motus Saltos damlag tog SM-guld 2019 och NM-guld 2019.